# 統一時代百貨台北店
統一時代百貨（英語：Uni-President Department Store），原名統一阪急百貨（英語：Uni-President Hankyu Department Stores）為統一超商、統一企業共同出資的百貨公司，台北店於2010年10月7日開幕。最初向日本阪急百貨店取得技術合作時名為「統一阪急百貨」，2016年3月2日雙方合作期滿後更為現名，同時推出吉祥物雪鈴兔波波。公司總部（統一百華公司）原位於高雄市，後因高雄店併入統一夢時代購物中心而遷至臺北市。2024年誠品信義店租約到期後，由房東統一集團收回建物，改裝為「DREAM PLAZA」，2025年7月25日開業。

## 樓層介紹
| 樓層 | 名稱       |
| ---- | ---------- |
| 7F   | 食尚美饌館 |
| 6F   | 舒活家居館 |
| 5F   | 都會休閒館 |
| 4F   | 潮流運動館 |
| 3F   | 時尚粉領館 |
| 2F   | 流行配件館 |
| 1F   | 國際美妝館 |
| B1   | 繽紛流行館 |
| B2   | 美食生活館 |

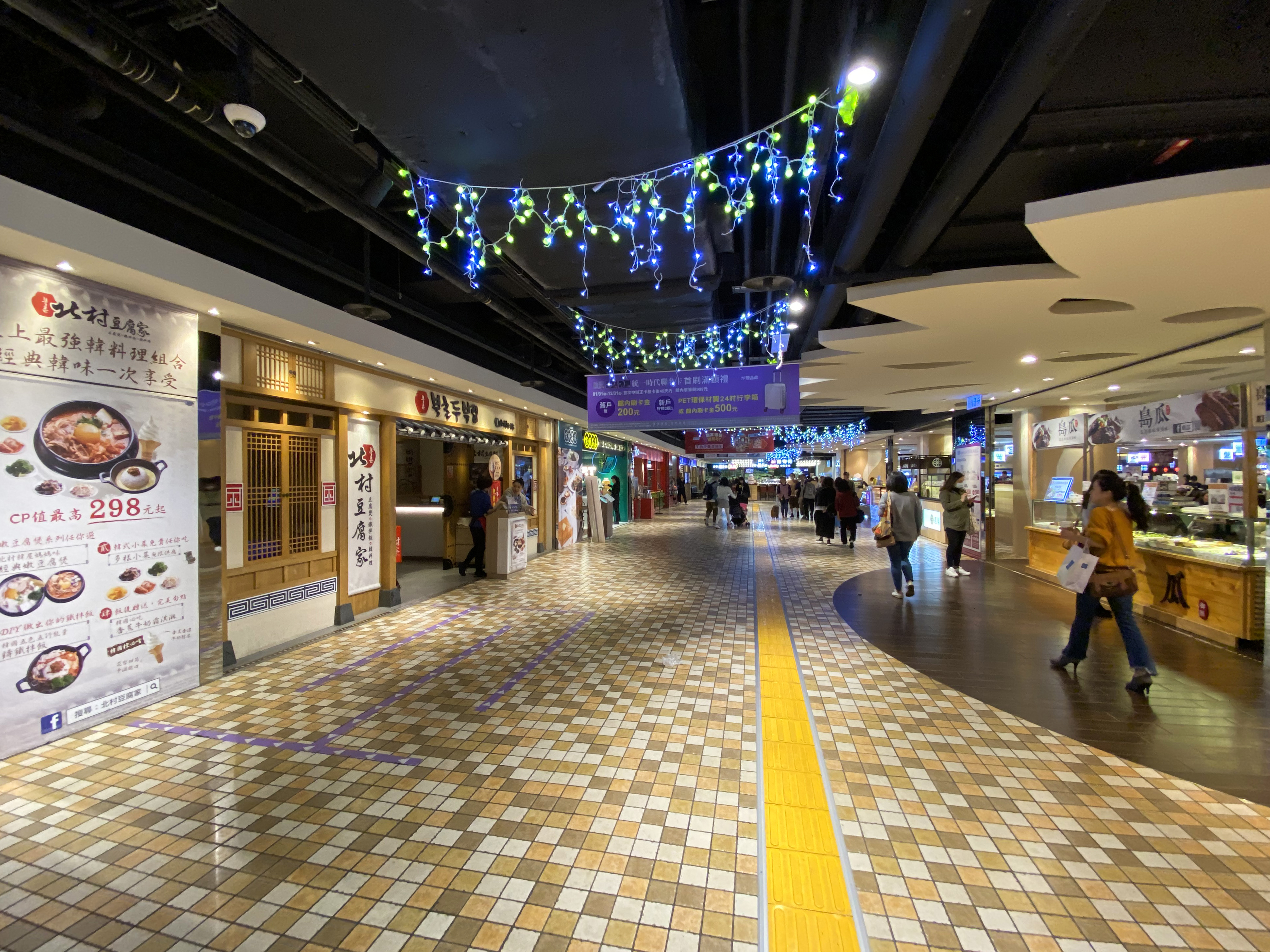
統一時代百貨台北店B2層美食生活館
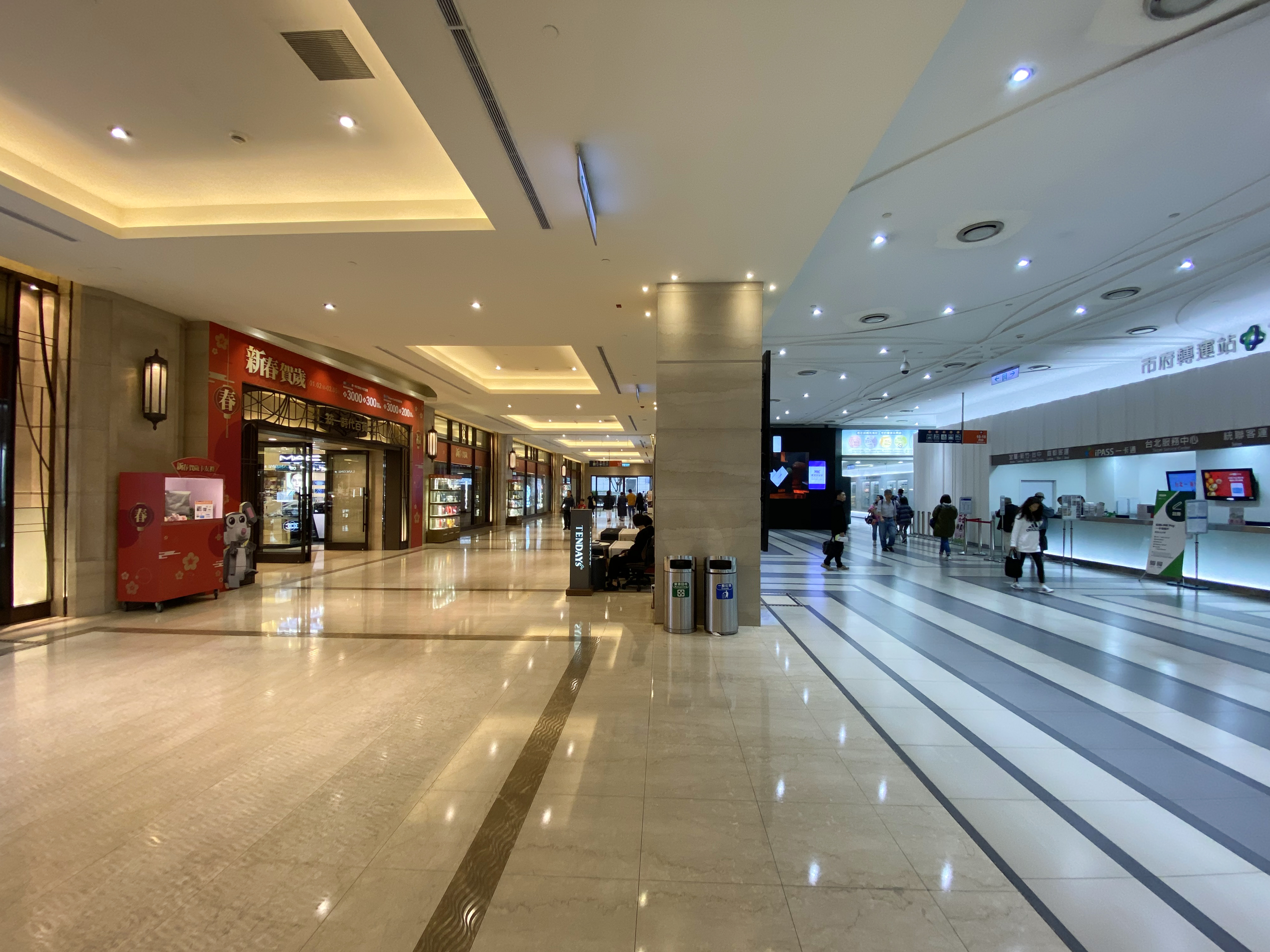
統一時代百貨台北店1樓入口（左側）和 市府轉運站（右側）
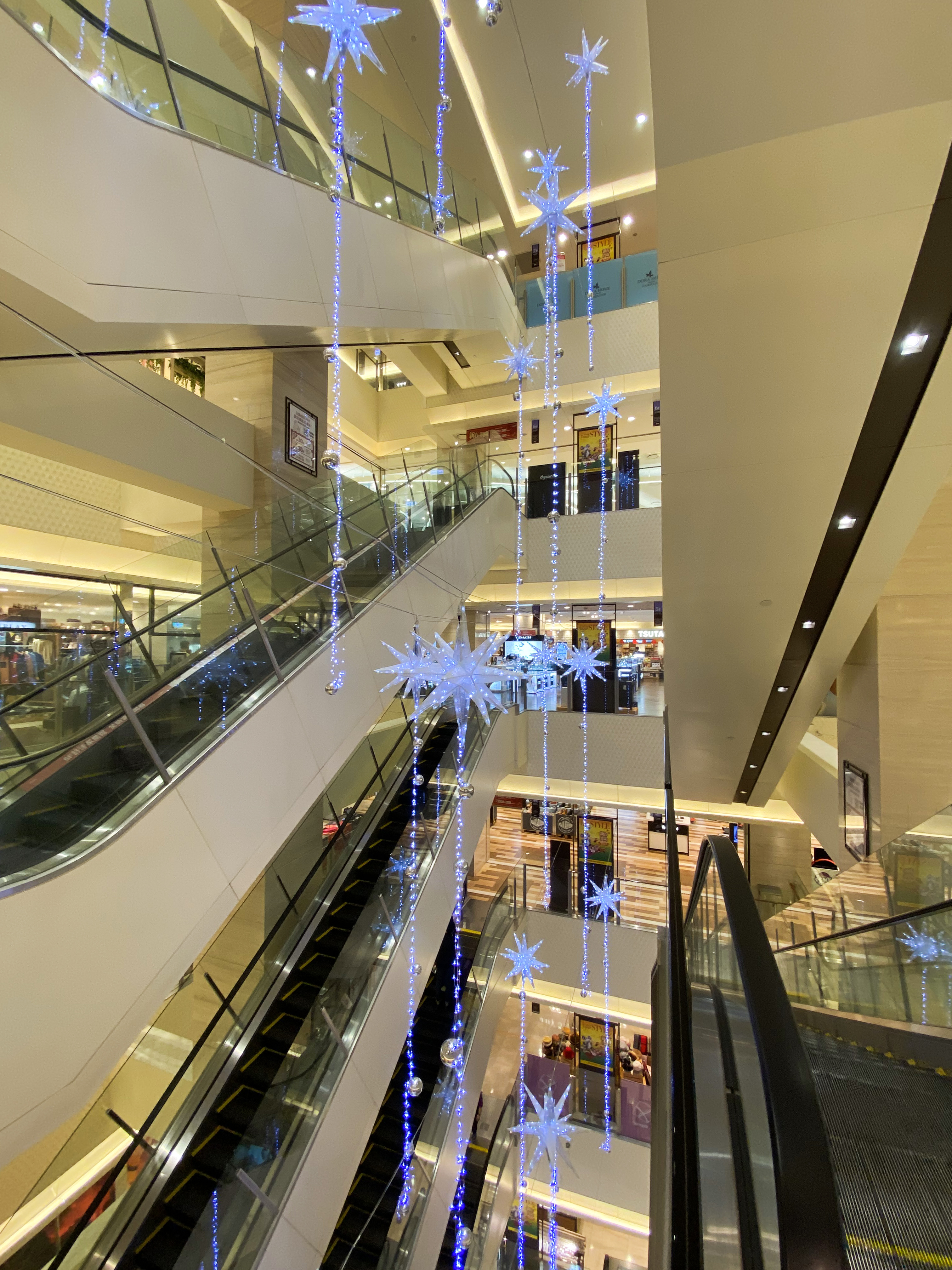
統一時代百貨台北店電扶梯中庭
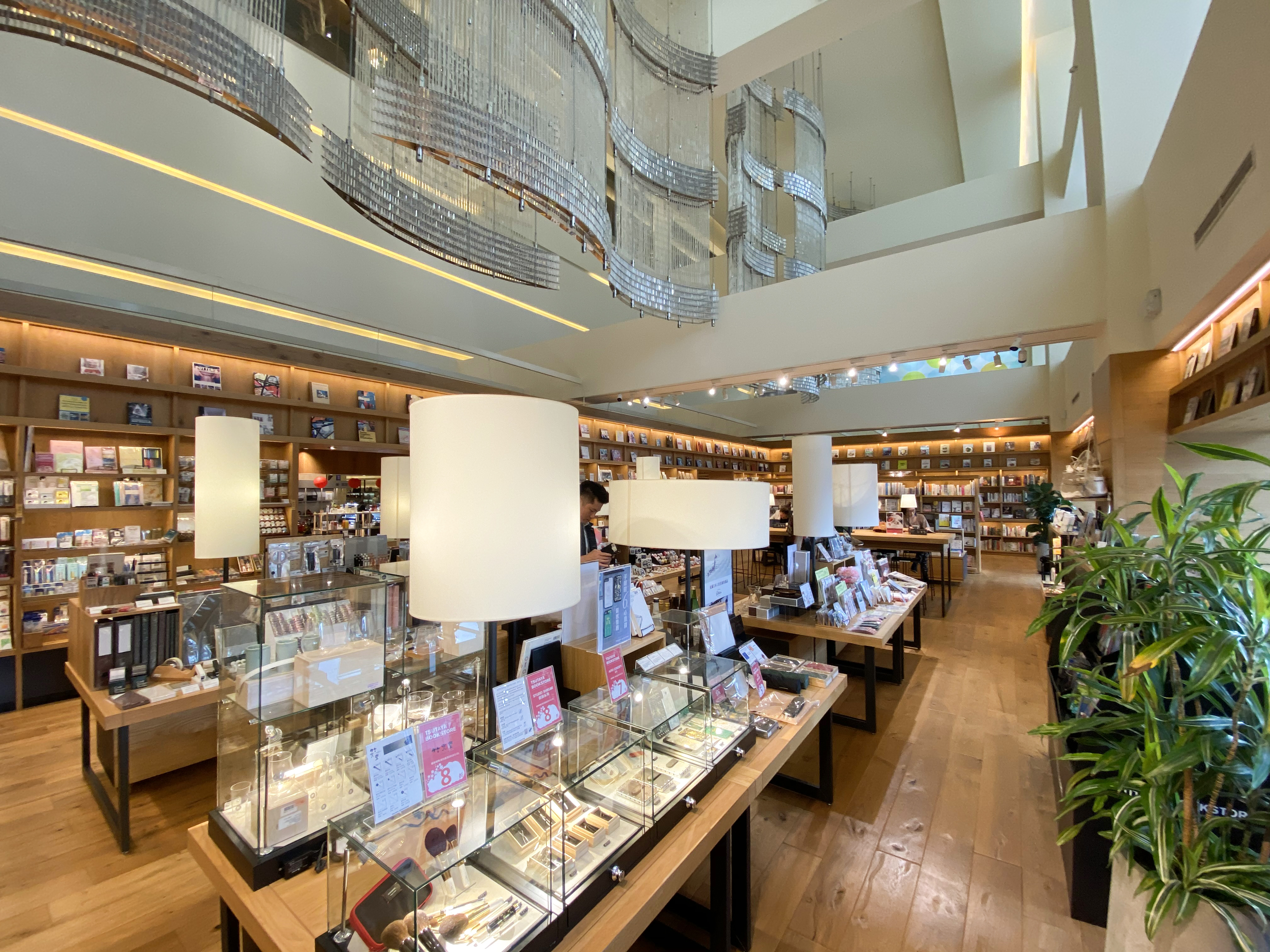
統一時代百貨台北店5樓TSUTAYA BOOKSTORE信義店

## 吉祥物
- 雪鈴兔波波（SHARING BOBO）

## 外部連結
- （繁體中文）統一時代百貨台北店 （页面存档备份，存于）
- 統一時代百貨台北店的Facebook專頁
- 統一時代百貨台北店的Instagram帳戶
- 統一時代百貨台北店的新浪微博
- 台灣公司資料 （页面存档备份，存于）